# 珍珠狸天竺鯛
珍珠狸天竺鯛（學名：Zoramia perlita），為輻鰭魚綱鈎頭魚目天竺鯛科狸天竺鯛屬下的一個種，分布於印度西太平洋區，從安達曼海至巴布亞紐幾內亞、澳洲及帛琉海域，深度3至12公尺，本魚體長圓而側扁、頭大、眼大、口大且斜裂，頜齒細小，鋤骨和腭骨通常具齒，舌上無齒，前鰓蓋後緣呈弱鋸齒狀，體半透明呈灰色，第二背鳍末端基部有有一白色斑點，臀鳍基部有一黑色細紋，尾鰭基部具有一黑斑，魚鰭淡紅色，尾鰭深叉形，背鰭硬棘7枚、背鰭軟條9枚、臀鰭硬棘2枚、臀鰭軟條9枚，體長可達5公分，棲息在有枝狀珊瑚生長的潟湖及珊瑚礁，成群活動，夜間活動，屬肉食性，繁殖期時，雄魚具有口孵習性，卵約7日化成仔魚，由雄魚吐出，具短暫的仔魚飄浮期，生活習性不明。